# 敷島站
敷島站（日语：／ Shikishima eki */?）是位於群馬縣澀川市赤城町敷島，屬於東日本旅客鐵道（JR東日本）的上越線車站。

## 歷史
- 1924年（大正13年）3月31日：車站啟用。車站名稱取自舊村名「敷島村」[注釋 1]。
- 1986年（昭和62年）11月1日：成為無人車站。
- 1987年（昭和62年）4月1日：伴隨國鐵分割民營化，車站由東日本旅客鐵道（JR東日本）營運。
- 1990年（平成2年）4月1日：再次成為有人車站。
- 1993年（平成5年）12月1日：夜間窗口暫停營業。（營業時間由上午8時至下午5時。）
- 2003年（平成15年）3月4日：現時的車站大樓竣工。
- 2004年（平成16年）5月1日：成為無人車站。
- 2009年（平成21年）3月14日：擴大東京近郊區間，此站可以使用IC卡「Suica」[1]。

## 車站構造

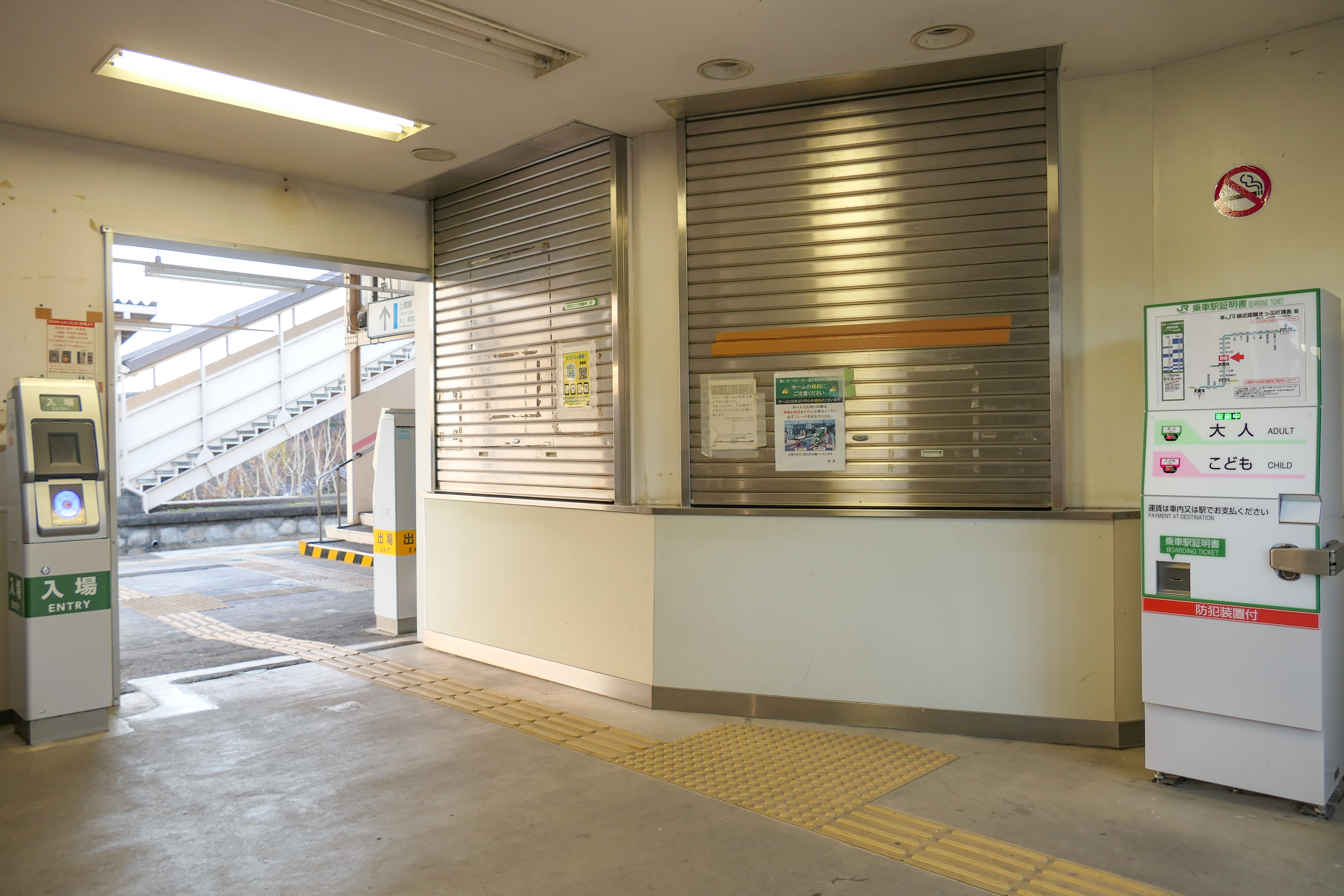
驗票口（2022年12月）
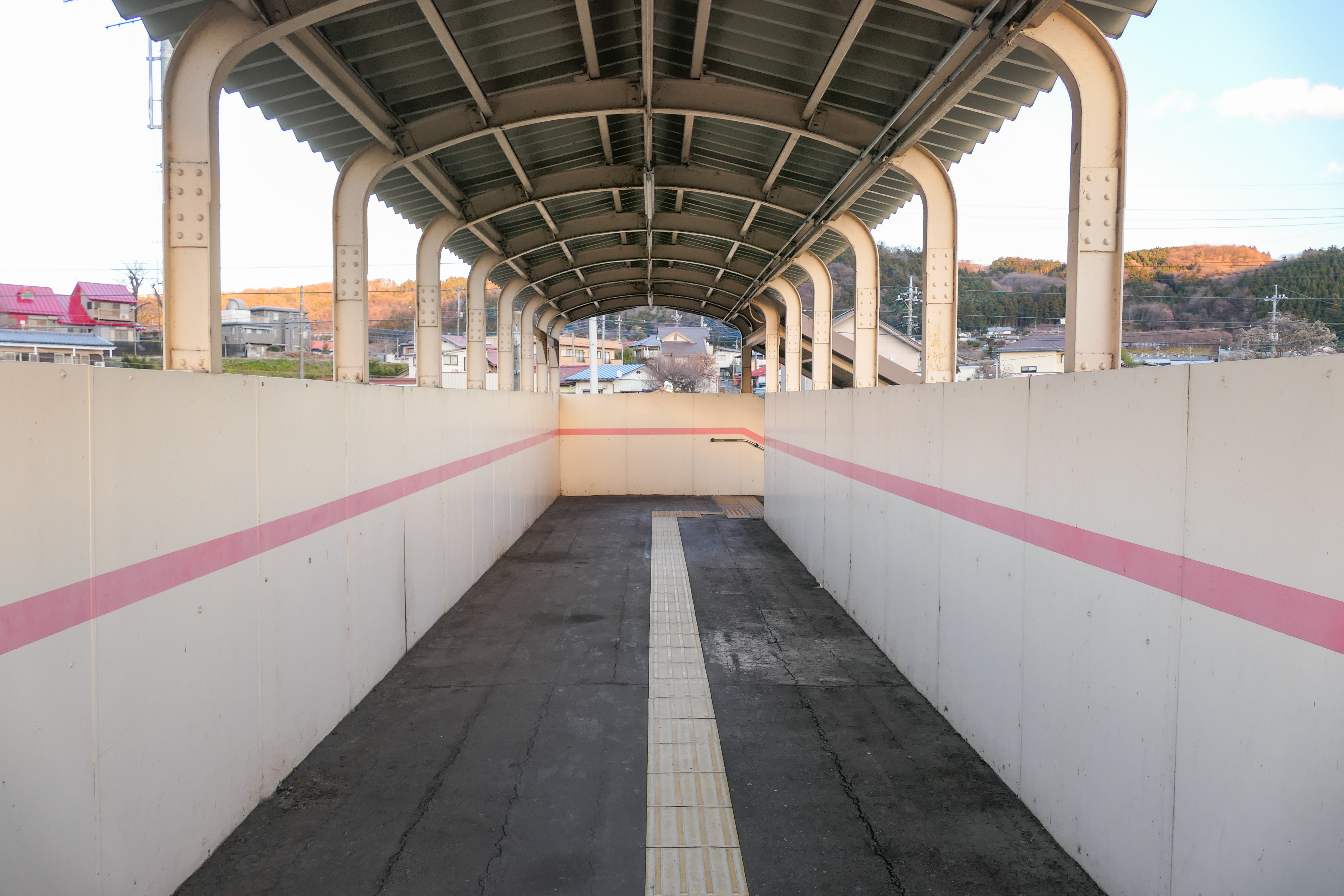
跨線天橋（2022年12月）
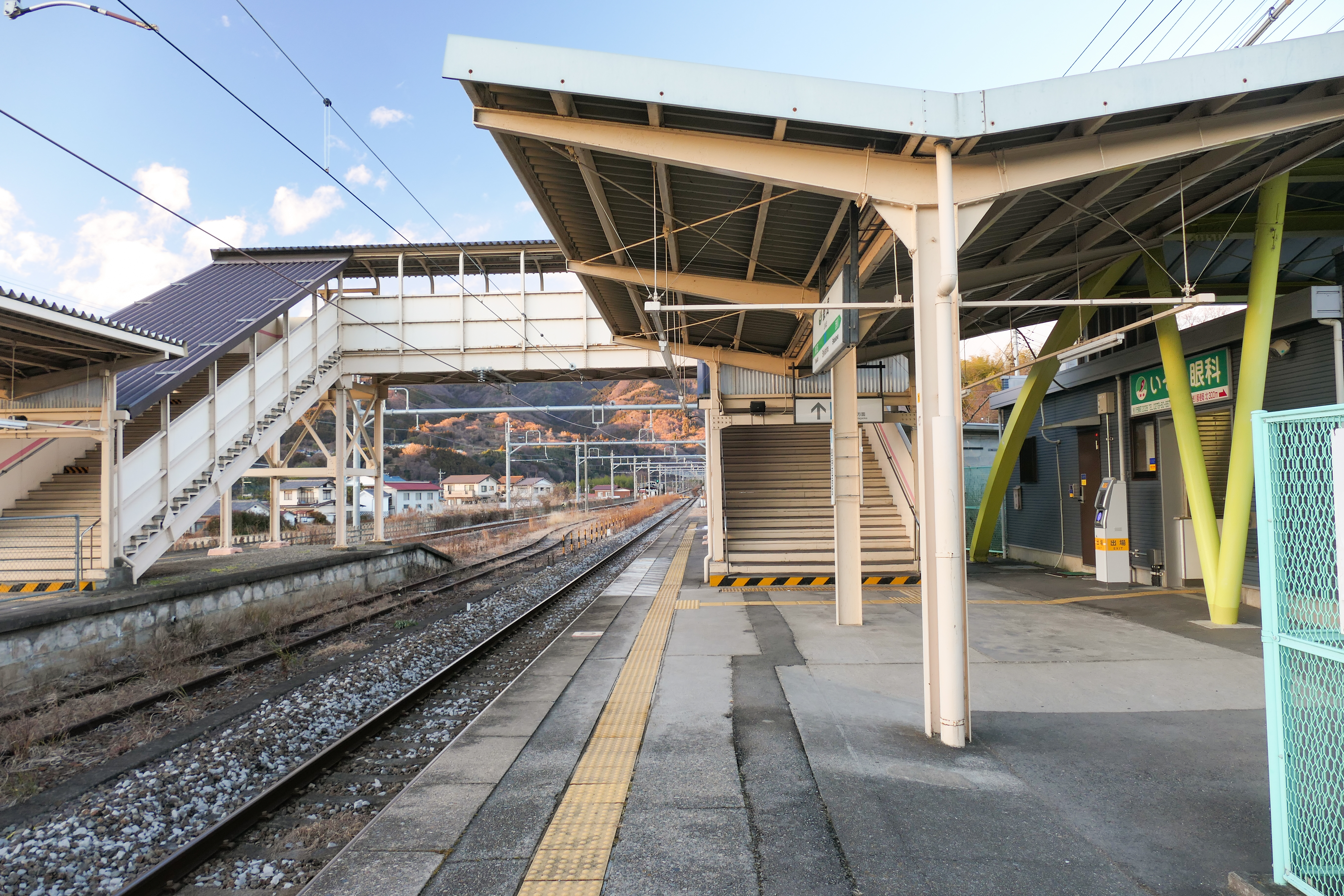
1號月台（2022年12月）
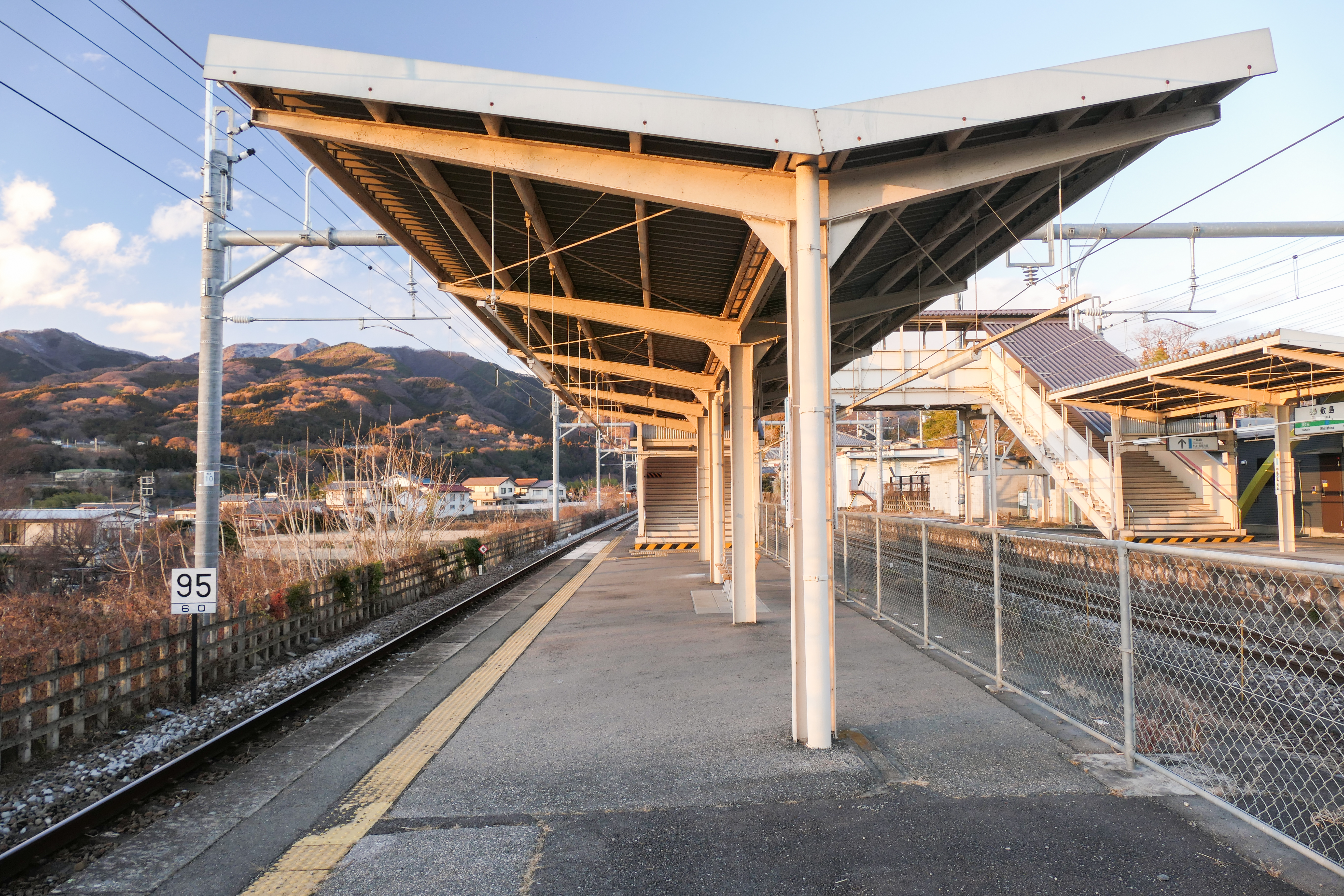
2號月台（2022年12月）

此站是地面車站，設有1面1線的單式月台和1面2線的島式月台，共有2面3線的月台。現時中線成為停泊維護路軌列車之用。月台間透過跨線橋連接，其上設有柵欄，因此不作營業用途。而月台尚未提升高度，因此列車地面與月台地面之間存在著高低差。
此站過去和群馬總社站、八木原站與岩本站（站房）擁有相近的木造站房。此站在重建站房前雖然為無人車站，但站內還設有櫃臺和車站事務室。
由於此站附近為日本虎鳳蝶的棲息地，因此站內的木製長椅的椅背刻著日本虎鳳蝶。但由彫刻師彫刻的蝴蝶與實際大小有出入。
此站是由澀川站管理的無人車站，站內設有簡易自動售票機和簡易Suica閘機。而群馬縣道255號下久屋澀川線則通過站前。

### 月台
| 月台 | 路線    | 上下行 | 方向             |
| ---- | ------- | ------ | ---------------- |
| 1    | ■上越線 | 上行   | 新前橋、高崎方向 |
| 2    | ■上越線 | 下行   | 水上、長岡方向   |

參考

## 使用狀況
以下為1日平均乘車人次：
| 年度   | 一日平均 乘車人次 |
| ------ | ----------------- |
| 2000年 | 415               |
| 2001年 | 406               |
| 2002年 | 379               |
| 2003年 | 364               |
| 2004年 | 369               |
| 2005年 | 333               |
| 2006年 | 327               |
| 2007年 | 338               |
| 2008年 | 359               |
| 2009年 | 357               |
| 2010年 | 348               |
| 2011年 | 364               |

## 車站周邊
- 子持山（日语：子持山）（登山口）
- 敷島溫泉（日语：敷島温泉）
- 荒井商店（赤城田舍蒸饅頭製造與販賣商）
- 上州屋食堂
- 群馬銀行澀川分店赤城敷島出張所
- 澀川市政廳赤城綜合分所（舊・赤城村（日语：赤城村）公所）
- 赤城郵局
- 赤城第2農產物直銷處

站前廣場設有大型公廁。
群馬草津溫泉的主場館是群馬縣立敷島公園，但是該公園不是在此站附近，而是位於前橋市，最近主場館的車站上越線群馬總社站。

## 巴士路線
| 巴士站               | 系統                             | 主要途經     | 目的地       | 巴士公司     | 備註 |
| -------------------- | -------------------------------- | ------------ | ------------ | ------------ | ---- |
|                      | 深山線                           | 六萬、年丸橋 | 深山         | 澀川市鎮巴士 |      |
| 烏托邦赤城、敷島站前 | 深山線                           |              |              | 澀川市鎮巴士 |      |
| 集成館前、 天龍橋    | 深山線                           | 澀川站       |              | 澀川市鎮巴士 |      |
| 赤城診所線           | 六萬、勝保澤、赤城地區住民中心前 | 南柏木       | 逢星期五行走 | 澀川市鎮巴士 |      |
| 赤城診所線           |                                  | 赤城診所     | 逢星期五行走 | 澀川市鎮巴士 |      |

## 相鄰車站
東日本旅客鐵道（JR東日本）
■上越線
澀川－敷島－津久田

## 注腳

## 外部連結
- 車站資訊（敷島）：東日本旅客鐵道